# Dosso, Niger
Dosso là một thành phố ở Niger, thủ phủ vùng Dosso. Nó nằm cách thủ đô Niamey 130–140 km (81–87 mi) về phía đông nam. Dân số thành phố là 58.671 người vào 2012.

## Hình ảnh

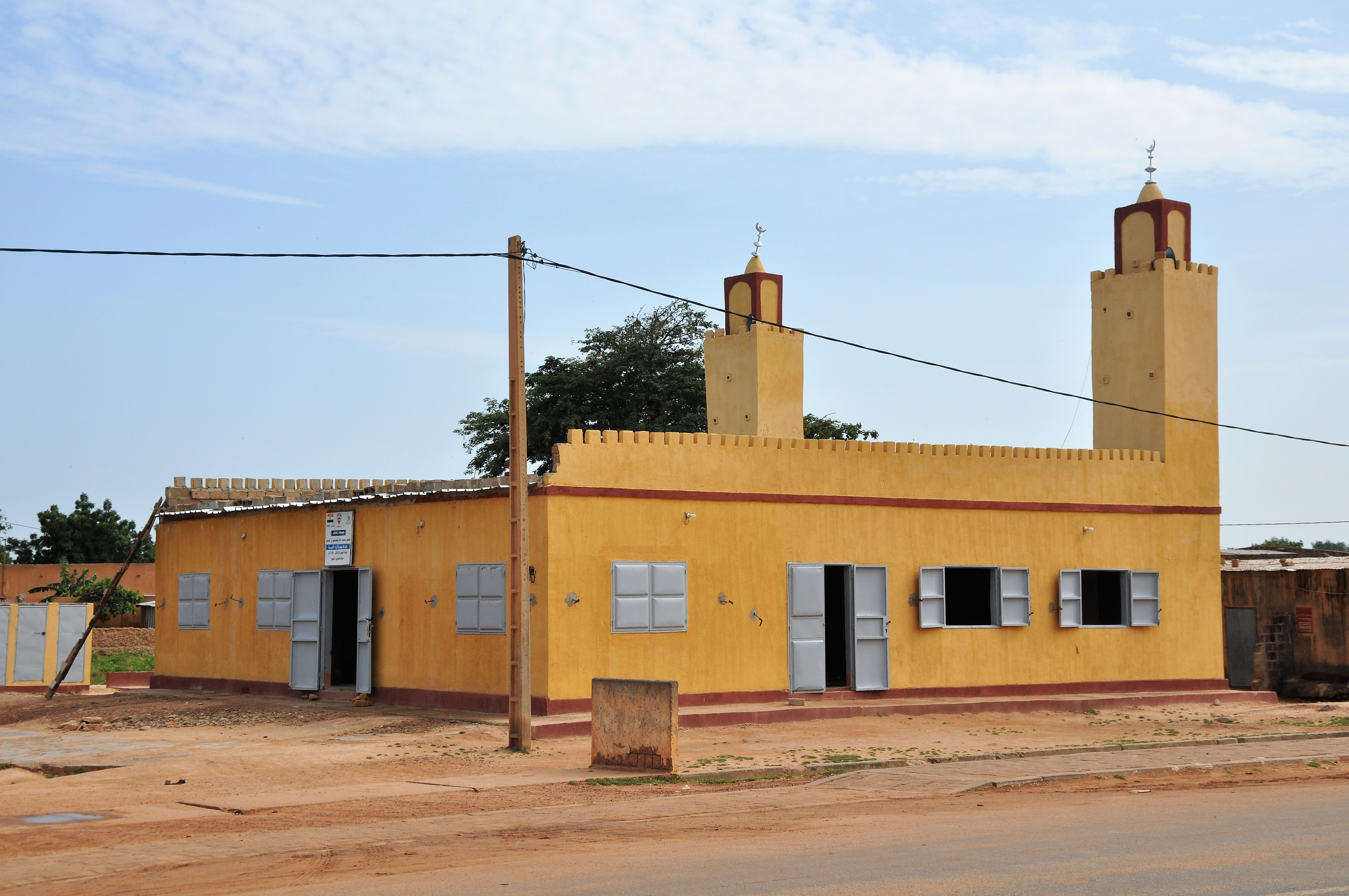
Nhà thờ Hồi giáo
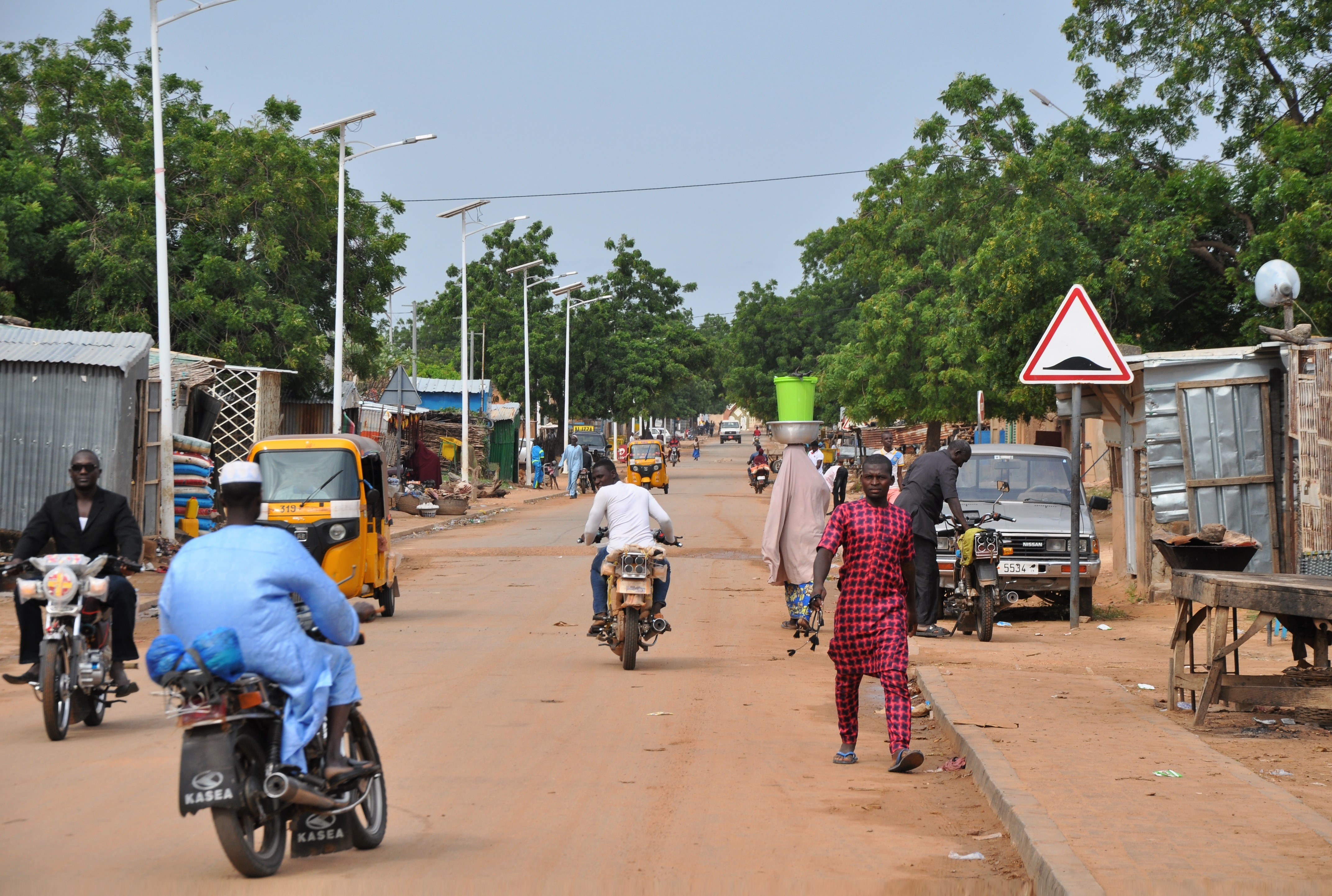
Đường phố ở Dosso
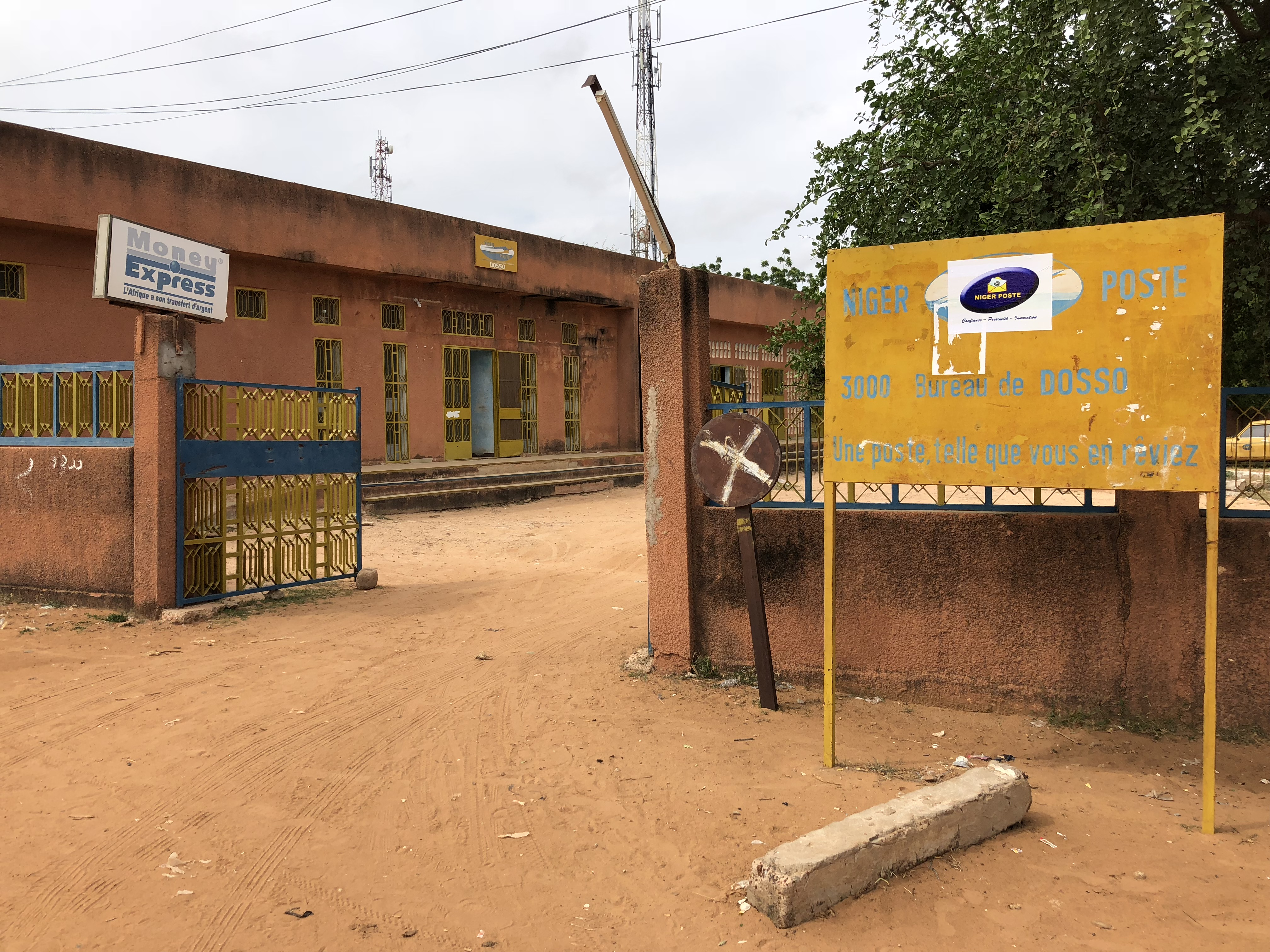
Bưu điện
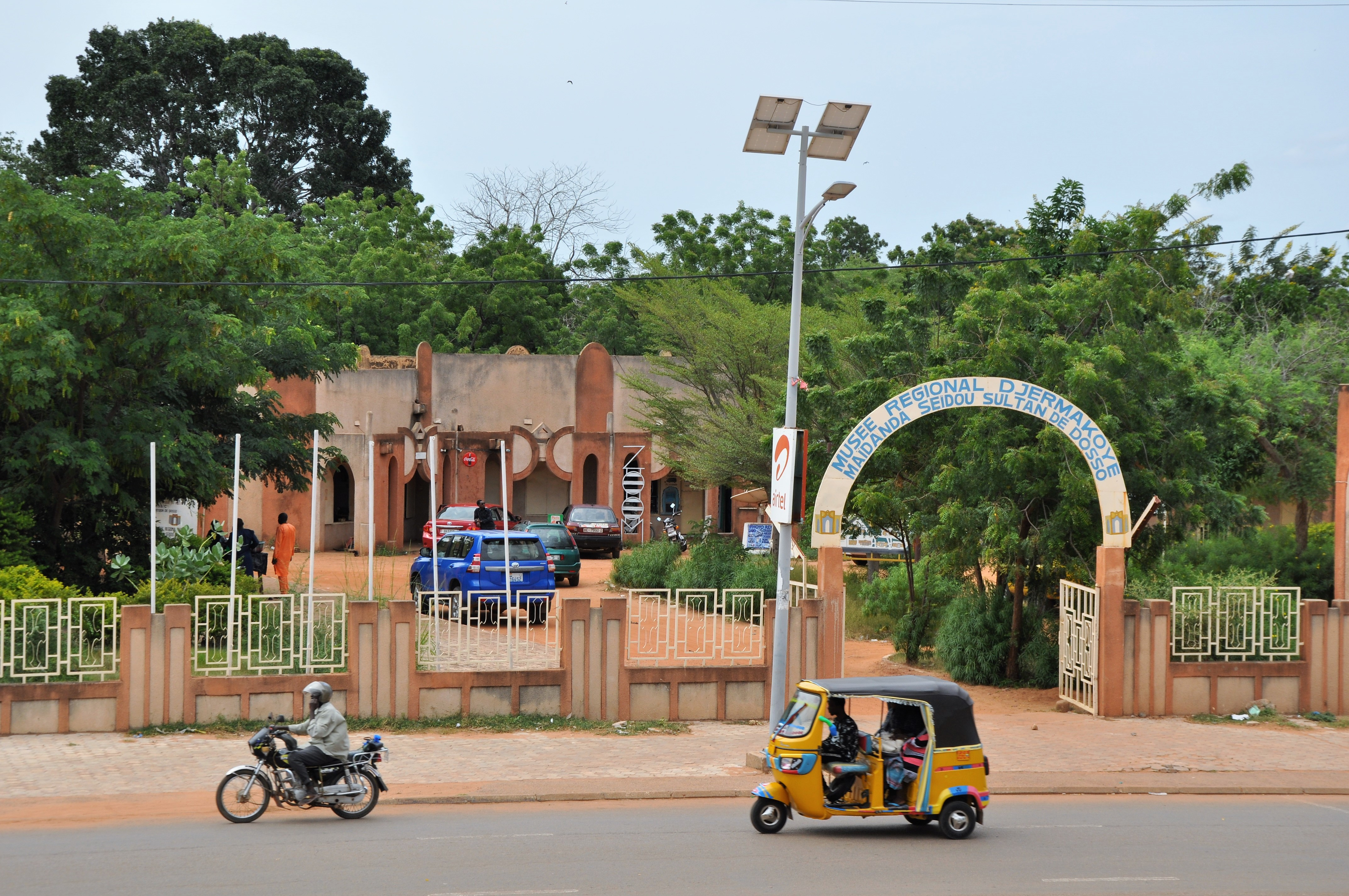
Bảo tàng